# Rally Rías Bajas de 1970
El Rally Rías Bajas de 1970, oficialmente 8.º Rallye Internacional a las Rías Bajas, fue la octava edición y la octava cita de la temporada 1970 del Campeonato de España de Rally. Se celebró del 12 al 14 de agosto y contó con un itinerario de 693 km con quince pruebas una de ellas de velocidad en un circuito en el polígono de Coya.

## Clasificación final
| Pos. | Piloto              | Copiloto             | Automóvil                 | Puntos  | Diferencia |
| ---- | ------------------- | -------------------- | ------------------------- | ------- | ---------- |
| 1.   | Manuel Juncosa      | Artemio Eche         | Fiat Abarth 2000 OT       | 5.230,5 | 0.0        |
| 2.   | Estanislao Reverter | Julio A. Leal        | Porsche 911 R             | 5.255   |            |
| 3.   | Bernard Tramont     | Jaime Segovia        | Alpine-Renault A110 1600S | 5.378   |            |
| 4.   | Paolo de Leonibus   | Mario Mannucci       | Alfa Romeo 1750 GTAm      | 5.687   |            |
| 5.   | Manuel Sanjurjo     | Enrique Sanjurjo     | Morris Mini 1275 GT       | 5.839,2 |            |
| 6.   | José Manuel Lencina | Ángel Luis Caballero | Porsche 911 GT3           | 5.906   |            |
| 7.   | Francisco Alemany   | Moncho               | Opel Kadett Rallye        | 5.966   |            |
| 8.   | Rapetti             | Angelo del Monte     | Alfa Romeo GTA            | 5.979,4 |            |
| 9.   | Carlos Arrojo       | Julio Orozco         | Fiat Abarth 1600          |         |            |
| 10.  | César Perejoan      | Josep María Clot     | BMW 2002 Ti               | 6.015   |            |